# Doppelschleuse Magdeburg Neustadt
Die Doppelschleuse Magdeburg Neustadt ist ein unvollendeter Schleusenbau in der Stadt Magdeburg in Sachsen-Anhalt.

## Beschreibung
Östlich des Industriehafens Magdeburg beziehungsweise westlich der Elbe befindet sich das Schleusenbauwerk im Schleusenkanal zwischen Kilometer 1,8 und 2,2. Die Schleuse wurde im Zusammenhang mit einer geplanten Elbstaustufe auf Höhe des Herrenkrugparks errichtet. Die Staustufe wurde geplant, um auch bei niedrigem Wasserstand der Elbe Schifffahrt über den Domfelsen und die Stadtstrecke Magdeburg zu ermöglichen. Aufgrund des Zweiten Weltkriegs und der anschließenden Aufgabe der Pläne wurden der Bau der Staustufe nie verwirklicht.
Die Schleuse selbst wurde 1942 noch weitgehend fertiggestellt. Es handelt sich um eine Doppelschleuse mit zwei parallelen Schleusenkammern, die gleichzeitige Schleusungen möglich gemacht hätten. Mit einer Länge von 325 Metern und 25 Metern Breite handelte es sich zum Zeitpunkt ihrer Fertigstellung um die größte Binnenschifffahrtsschleuse in Europa. Sie verfügte über Hubtore. Im Weltkrieg wurde sie beschädigt und nach diesem teilweise demontiert und nie wieder aufgebaut.

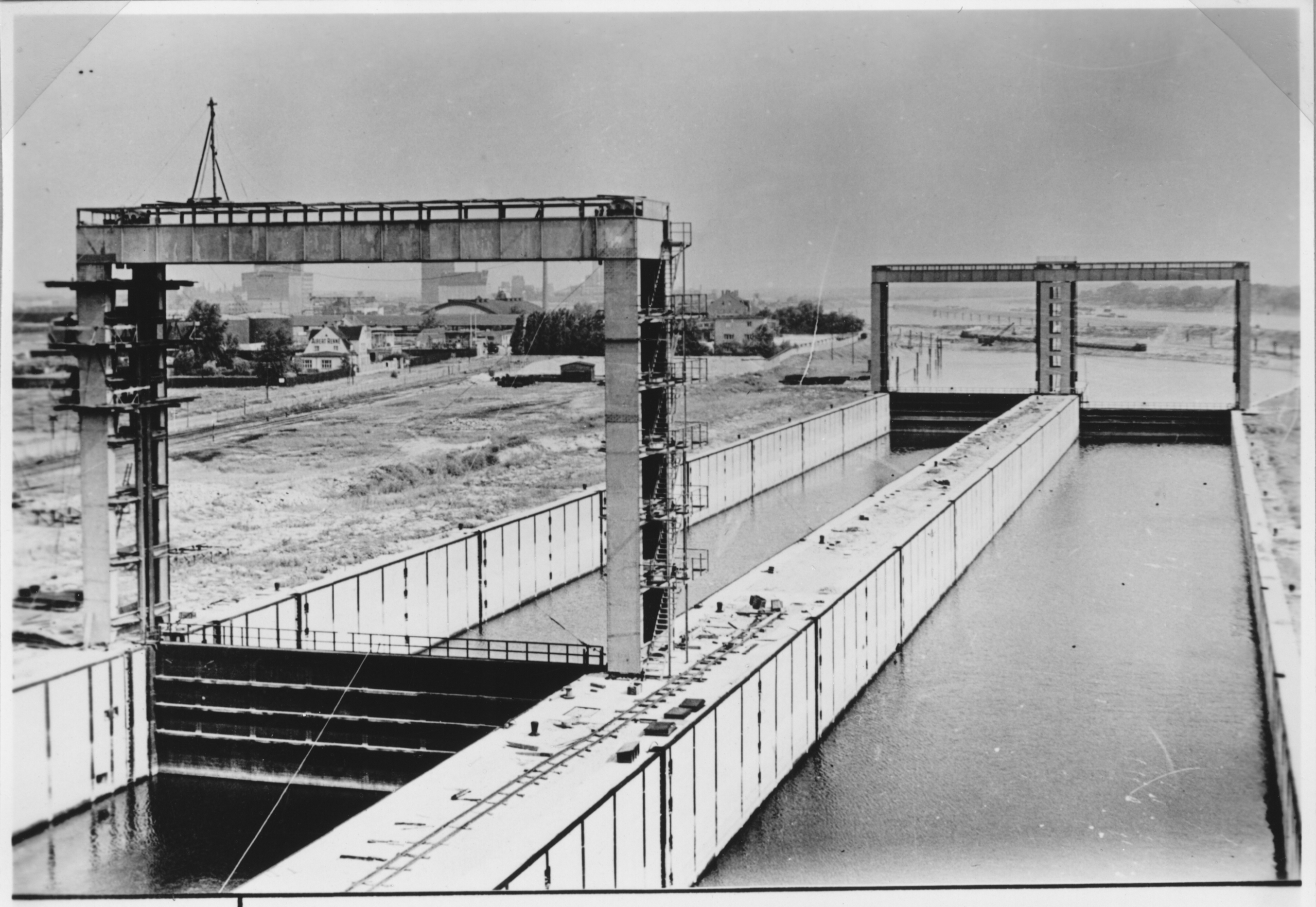
Baufortschritt im April 1941
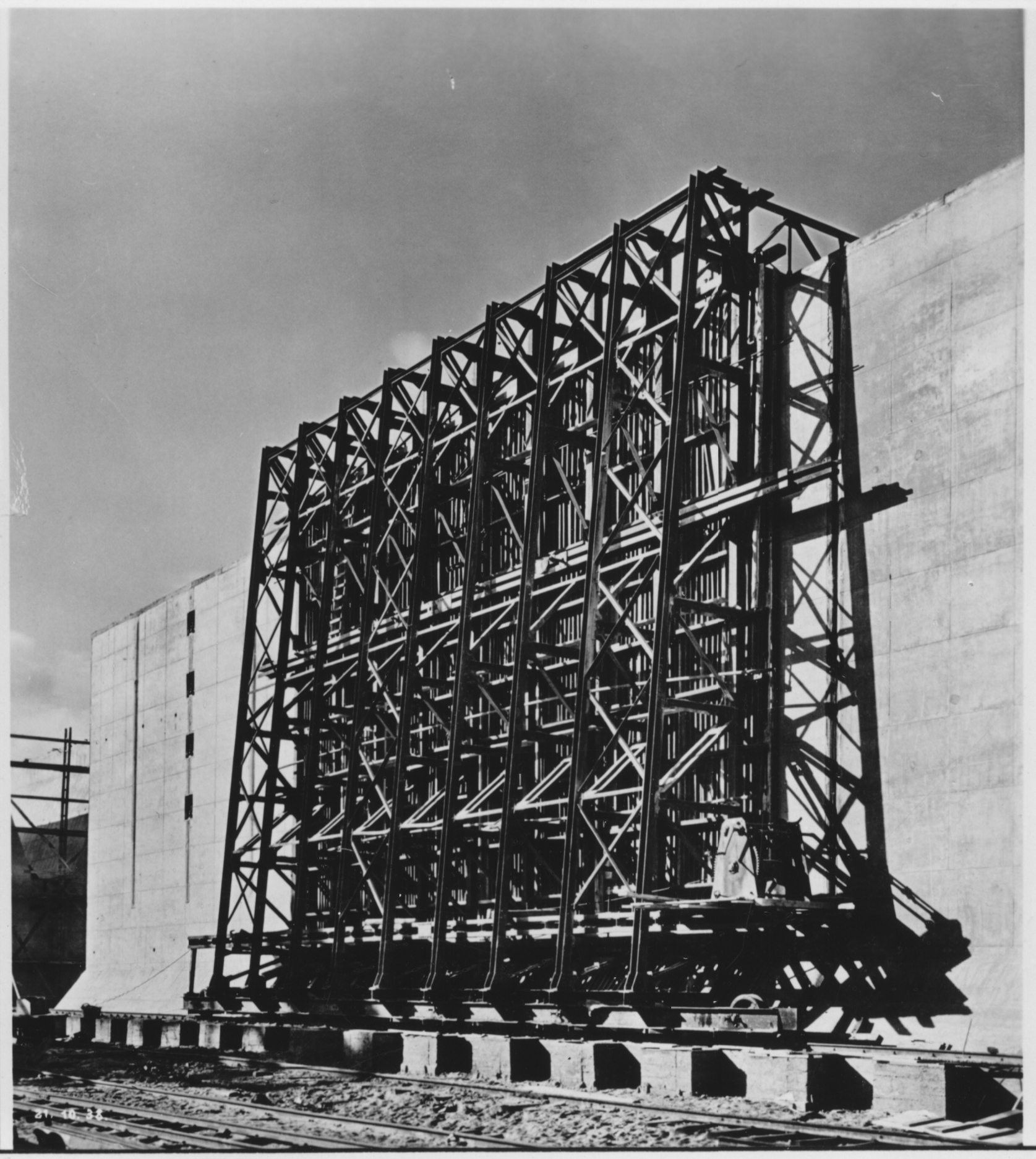
Stahlschalung an den Schleusenwänden
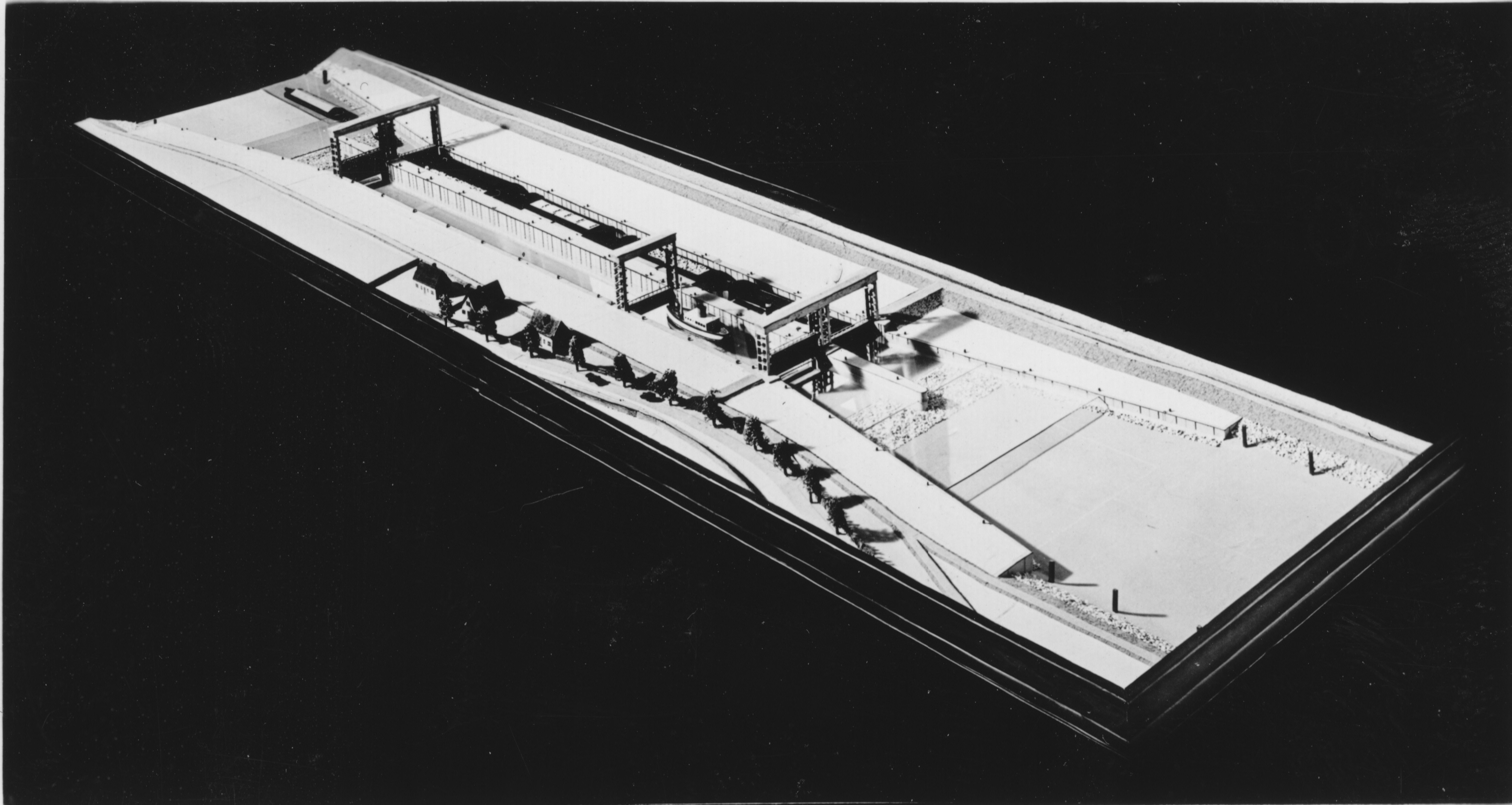
Modell der geplanten Schleuse